# Яковлевский район (Белгородская область)
Я́ковлевский городской округ  — административно-территориальная единица (район) в Белгородской области России.
В рамках организации местного самоуправления в его границах находится муниципальное образование Я́ковлевский городско́й о́круг, образованное вместо упразднённого одноимённого муниципального района.
Административный центр — город Строитель.

## География
Яковлевский городской округ расположен в западной части Белгородской области, в основном между водоразделами верховьев рек Ворсклы и Северского Донца. Район граничит с Ракитянским, Борисовским, Белгородским, Корочанским, Прохоровским и Ивнянским районами области. Площадь района составляет 1089 км².
На территории протекают реки: Северский Донец (с притоками Липовый и Саженский Донец), впадающий в Дон, и Ворскла (с притоками Ворсклица и Пенка), впадающая в Днепр.

## История
В 1646 году в период создания Белгородской черты строится город-крепость Карпов, который располагался на высоком правом берегу р. Ворсклы. Население несло сторожевую службу и занималось сельским хозяйством и различными видами ремесел. Первое упоминание в документах о Яковлево относится к 1652 году, когда формировалась Белгородская оборонительная черта. Название Яковлево возникло по фамилии богатого поселенца, однодворца. До революции Яковлево делилось на два села: Яковлево, где селились люди вольные, имеющие свой надел земли, и деревня Погореловка, которая относилась к Краснянской волости Обоянского уезда и была крепостной деревней помещиков графини Савельевой и помещика Юдича. Деревня же Яковлево относилась к Терновской волости Белгородского уезда. В 1700 году Томаровка становится одним из самых больших сел Карповского уезда. Томаровка была записана за знатным родом князей Салтыковых. В слободе было 1206 дворов с количеством жителей 8847 человек. В неделю проводились 2 раза базары и 5 ярмарок в год. Товаров в среднем продавалось на 4500-4700 рублей за ярмарку. Во второй половине XIX века в Томаровке было высоко развито кустарное производство. Через Томаровку была построена железная дорога «Белгород — Готня — Сумы». Начато строительство было в 1885 году, закончено в 1903 году.
В 1917 году вблизи Томаровки произошли первые бои гражданской войны. Здесь были разгромлены основные силы корниловцев.
Осенью 1941 года территория Яковлевского района оказалась занятой немецко-фашистскими войсками. В ходе одного из крупнейших сражений второй мировой войны — Курской битвы (5 июля — 23 августа 1943) Яковлевская земля стала местом кровопролитных боев и сражений.

### Образование района
Яковлевский район образован по Указу Президиума Верховного Совета РСФСР от 12 января 1965 года. В его состав вошли из ранее существовавших Томаровский район полностью, часть Гостищевского района с селами и хуторами, а также территории Кривцовского, Сажновского, Непхаевского и Терновского сельских советов.
С 1 января 2006 года в соответствии с Законом Белгородской области от 20.12.2004 № 159 муниципальное образование «Яковлевский район» наделено статусом муниципального района. На территории района образованы 15 муниципальных образований: 3 городских и 12 сельских поселений. 30 декабря 2010 года в соответствии с Законом Белгородской области № 17 из состава городского поселения «Посёлок Яковлево» было выделено Смородинское сельское поселение, а из состава Кривцовского сельского поселения — Саженское сельское поселение.

## Население
| 1970    | 1979    | 1989    | 2002    | 2009    | 2010    | 2011    | 2012    | 2013    |
| ------- | ------- | ------- | ------- | ------- | ------- | ------- | ------- | ------- |
| 43 751  | ↗44 306 | ↘43 704 | ↗51 409 | ↗55 620 | ↗57 774 | ↗57 788 | ↘57 532 | ↘57 416 |
| 2014    | 2015    | 2016    | 2017    | 2018    | 2019    | 2020    | 2021    |         |
| ↘57 294 | ↗57 432 | ↘57 331 | ↗57 401 | ↘56 773 | ↘56 034 | ↗56 259 | ↗57 428 |         |

### Урбанизация
В городских условиях (город Строитель, пгт Томаровка и пгт Яковлево) проживают 58.94 % населения района.
По итогам переписи населения 2020 года проживали следующие национальности (национальности менее 0,1 % и другое, см. в сноске к строке «Другие»):
| Национальность | Численность, чел. | Доля     |
| -------------- | ----------------- | -------- |
| Русские        | 48 491            | 84,44 %  |
| Украинцы       | 729               | 1,27 %   |
| Армяне         | 126               | 0,22 %   |
| Азербайджанцы  | 122               | 0,21 %   |
| Турки          | 122               | 0,21 %   |
| Татары         | 87                | 0,15 %   |
| Узбеки         | 85                | 0,15 %   |
| Молдаване      | 61                | 0,11 %   |
| Другие         | 7605              | 13,24 %  |
| Итого          | 57 428            | 100,00 % |

## Муниципальное устройство до 2018 года
В муниципальный район «Яковлевский район» с января 2010 года до апреля 2018 года входило 17 муниципальных образований: 3 городских и 14 сельских поселений:
| №        | Муниципальное образование       | Админ. центр    | Количество населённых пунктов | Население | Площадь, км² |
| -------- | ------------------------------- | --------------- | ----------------------------- | --------- | ------------ |
| 1e-06    | Городские поселения:            |                 |                               |           |              |
| 1        | город Строитель                 | город Строитель | 4                             | 24 774    | 34,70        |
| 2        | посёлок Томаровка               | пгт Томаровка   | 8                             | 7902      | 101,62       |
| 3        | посёлок Яковлево                | пгт Яковлево    | 1                             | 2675      | 47,58        |
| 3.000002 | Сельские поселения:             |                 |                               |           |              |
| 4        | Алексеевское сельское поселение | село Алексеевка | 4                             | 1476      | 60,11        |
| 5        | Бутовское сельское поселение    | село Бутово     | 4                             | 1225      | 80,39        |
| 6        | Быковское сельское поселение    | село Быковка    | 10                            | 1586      | 58,06        |
| 7        | Гостищевское сельское поселение | село Гостищево  | 6                             | 3483      | 54,14        |
| 8        | Дмитриевское сельское поселение | село Дмитриевка | 4                             | 1065      | 51,94        |
| 9        | Завидовское сельское поселение  | село Завидовка  | 5                             | 904       | 46,20        |
| 10       | Казацкое сельское поселение     | село Казацкое   | 5                             | 913       | 61,51        |
| 11       | Кривцовское сельское поселение  | село Кривцово   | 5                             | 923       | 78,84        |
| 12       | Кустовское сельское поселение   | село Кустовое   | 4                             | 2721      | 73,98        |
| 13       | Мощенское сельское поселение    | село Мощеное    | 6                             | 1061      | 62,43        |
| 14       | Саженское сельское поселение    | село Сажное     | 5                             | 333       | 69,54        |
| 15       | Смородинское сельское поселение | село Смородино  | 4                             | 732       | 30,00        |
| 16       | Стрелецкое сельское поселение   | село Стрелецкое | 6                             | 2105      | 99,96        |
| 17       | Терновское сельское поселение   | село Терновка   | 5                             | 2827      | 78,77        |

В апреле 2018 года муниципальный район «Яковлевский район» и все входившие в него поселения были упразднены и объединены в одно единое муниципальное образование Яковлевский городской округ.
Яковлевский район как административно-территориальная единица сохраняет свой статус. Соответствующие городским и сельским поселениям муниципальные округа (административно-территориальные единицы муниципальных образований) не упразднены.

## Населённые пункты
В Яковлевский район (городской округ) входят 86 населённых пунктов.
В сносках к названию населённого пункта указана их бывшая муниципальная принадлежность
| №  | Населённый пункт    | Население |
| -- | ------------------- | --------- |
| 1  | Строитель           | ↘23 780   |
| 2  | Томаровка           | ↘7394     |
| 3  | Яковлево            | ↗2675     |
| 4  | Гостищево           | ↗2731     |
| 5  | Кустовое            | ↗1679     |
| 6  | Терновка            | ↗1340     |
| 7  | Серетино            | ↘1190     |
| 8  | Алексеевка          | ↘1057     |
| 9  | Дмитриевка          | ↘1002     |
| 10 | Быковка             | ↗963      |
| 11 | Бутово              | ↘947      |
| 12 | Стрелецкое          | ↗866      |
| 13 | Сажное              | ↘744      |
| 14 | Кривцово            | ↗602      |
| 15 | Пушкарное           | ↗599      |
| 16 | Казацкое            | ↗595      |
| 17 | Завидовка           | ↗571      |
| 18 | Мощеное             | ↘546      |
| 19 | Красный Восток      | ↗545      |
| 20 | Смородино           | ↗517      |
| 21 | Драгунское          | ↗428      |
| 22 | Шопино              | ↗401      |
| 23 | Черкасское          | ↘372      |
| 24 | Луханино            | ↗338      |
| 25 | Красный Отрожек     | ↗336      |
| 26 | Вислое              | ↘275      |
| 27 | Новая Глинка        | ↘261      |
| 28 | Сажное              | ↘241      |
| 29 | Старая Глинка       | ↗241      |
| 30 | Верхний Ольшанец    | ↘231      |
| 31 | Триречное           | ↘228      |
| 32 | Крюково             | ↗189      |
| 33 | Раково              | ↘179      |
| 34 | Сабынино            | ↘176      |
| 35 | Крапивное           | ↗159      |
| 36 | Калинино            | ↗158      |
| 37 | Редины Дворы        | ↗145      |
| 38 | Красное             | ↘140      |
| 39 | Крапивенские Дворы  | ↗137      |
| 40 | Озерово             | ↘132      |
| 41 | Жданов              | ↗131      |
| 42 | Подымовка           | ↗128      |
| 43 | Ольховка            | ↘119      |
| 44 | Мариновка           | ↗108      |
| 45 | Локня               | ↘105      |
| 46 | Журавлиное          | ↗95       |
| 47 | Ворскла             | ↗90       |
| 48 | Калинин             | ↘82       |
| 49 | Новочеркасский      | ↗76       |
| 50 | Глушинский          | ↗58       |
| 51 | Каменский           | ↗57       |
| 52 | Трубецкой           | ↗51       |
| 53 | Шепелевка           | ↗43       |
| 54 | Волохов             | ↘42       |
| 55 | Новоалександровка   | ↗42       |
| 56 | Кондарёво           | ↗41       |
| 57 | Дружный             | ↘39       |
| 58 | Весёлый             | ↗38       |
| 59 | Непхаево            | 38        |
| 60 | Рождественка        | 37        |
| 61 | Высокое             | 36        |
| 62 | Крестов             | 32        |
| 63 | Вознесеновка        | 30        |
| 64 | Новоказацкий        | 29        |
| 65 | Задельное           | 27        |
| 66 | Новооскочное        | 27        |
| 67 | Ямное               | 25        |
| 68 | Роговой             | 22        |
| 69 | Неведомый Колодезь  | 19        |
| 70 | Сырцево             | 17        |
| 71 | Мордовинка          | 15        |
| 72 | Красное Подгороднее | ↘14       |
| 73 | Семин               | 14        |
| 74 | Федоренков          | 13        |
| 75 | Клейменово          | 12        |
| 76 | Козычево            | 12        |
| 77 | Цыхманов            | 11        |
| 78 | Волобуевка          | ↗9        |
| 79 | Домнино             | →8        |
| 80 | Новые Лозы          | 7         |
| 81 | Дуброва             | 4         |
| 82 | Кисленко            | 4         |
| 83 | Чурсино             | 4         |
| 84 | Махнов              | 1         |
| 85 | Фастов              | 1         |
| 86 | Стрельников         | 0         |

## Местное самоуправление

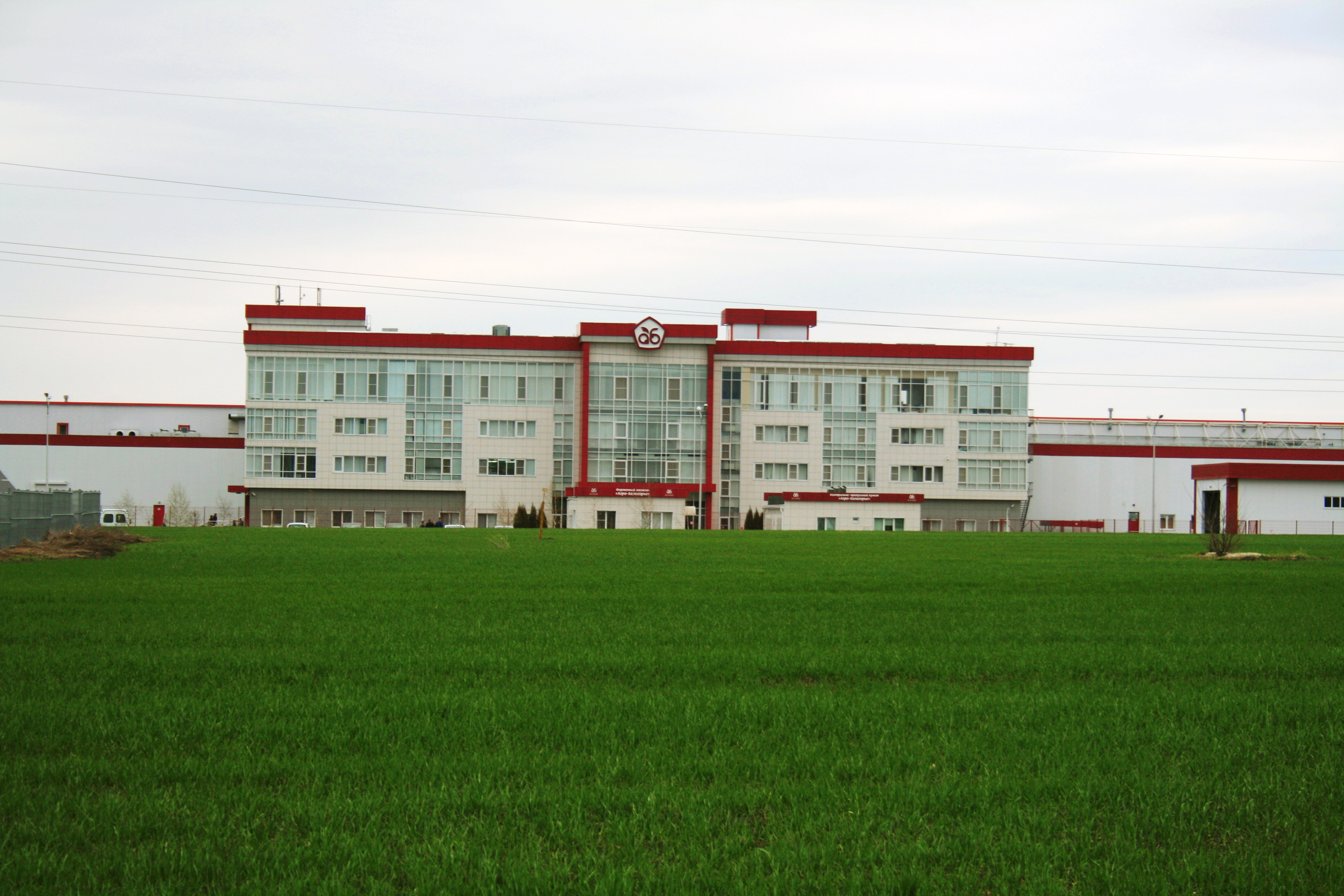
Мясоперерабатывающий завод «АгроБелогорье»

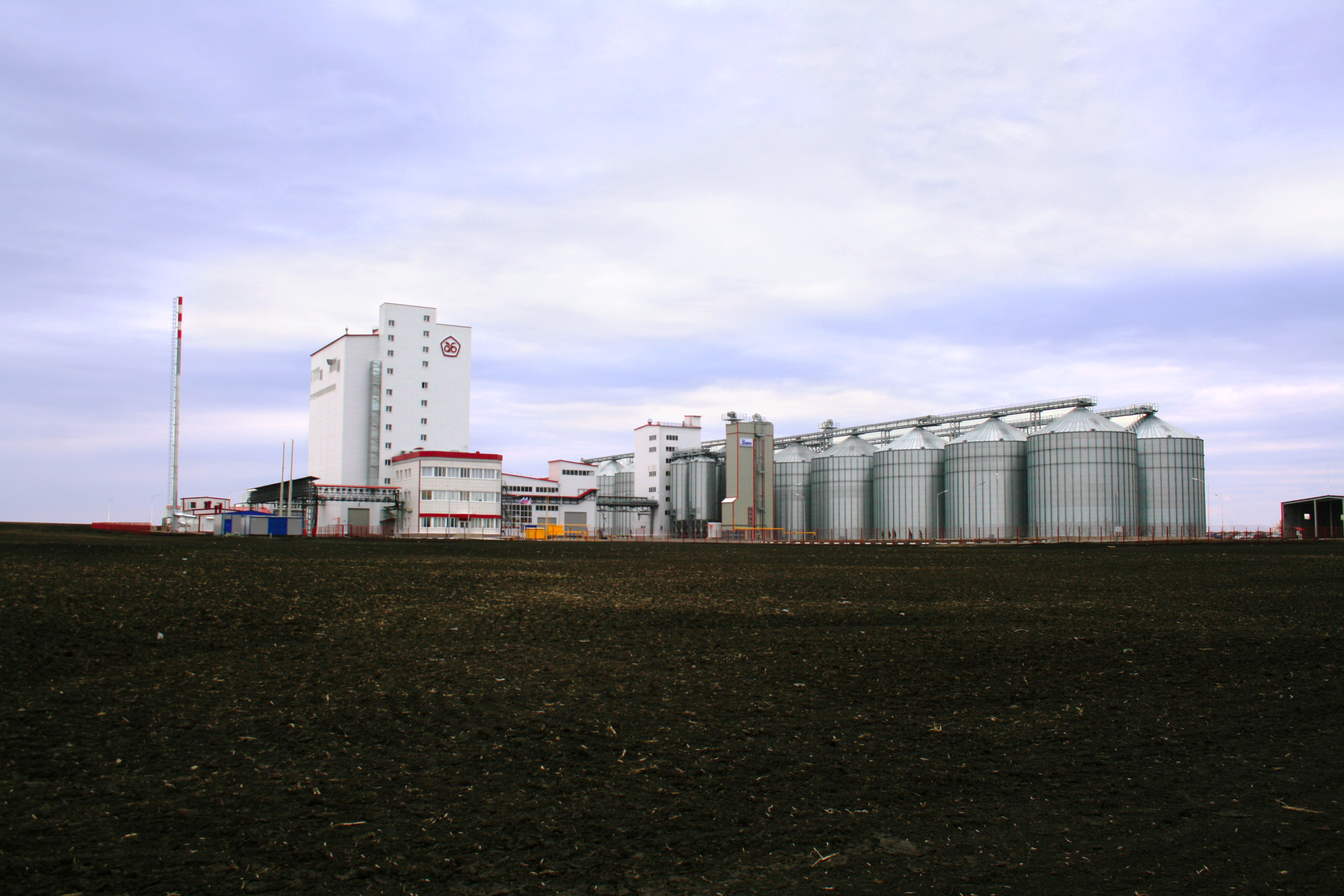
Яковлевский комбикормовый завод

Глава района — Олег Медведев

## Экономика
Район имеет многопрофильную инфраструктуру — это и сельскохозяйственное производство, и перерабатывающая промышленность. В районе находится 30 промышленных, транспортных и строительных предприятий, 9 крупных сельскохозяйственных предприятий, 8 из которых являются интегрированными структурами, 100 малых сельскохозяйственных предприятий и фермерских хозяйств.
Особое место в истории современной жизни района занимает Яковлевский рудник. От его успешного развития зависит дальнейшее укрепление экономического потенциала района.

### Полезные ископаемые
В результате поисковых и геологоразведочных работ на территории района были выявлены крупнейшие месторождения богатых железных руд (самое крупное во всём районе Курской магнитной аномалии) и железистых кварцитов, и в связи с освоением Яковлевского месторождения был построен посёлок Строитель.

## Культура
На территории района действуют: 31 Дом культуры и клуб, 32 библиотеки, школа искусств г. Строитель, школа искусств п. Томаровка, музыкальная школа п. Яковлево и 4 филиала музыкальных школ; Дом детского творчества; Дом ремёсел в с. Алексеевка; 2 музея — М. С. Щепкина в с. Алексеевка и краеведческий в г. Строитель.
В сентябре 2004 года введён в эксплуатацию современный Дворец культуры в районном центре.
В районе — четыре памятника истории и культуры республиканского значения, которые взяты под охрану государства, 25 памятников истории и культуры местного значения.
Но главное богатство района — талантливые, замечательные, знаменитые люди. Яковлевская земля является родиной великого русского актёра Михаила Семёновича Щепкина, академика архитектуры художеств, художника и гравёра Николая Ефимова, не менее известного художника-графика Станислава Косенкова.

## Спорт
В районе 27 коллективов физкультуры, 7 стадионов, 27 спортзалов, 6 плавательных бассейнов, детско-юношеская спортшкола. На базе детско-юношеской спортивной школы в секциях по 8 видам спорта занимаются более 800 детей.
Много сделал районный комитет ДОСААФ (теперь РОСТО) для становления и развития стрелкового спорта, ярчайшим представителем которого является Сергей Головков. Сергей в 1987 году выполнил норму мастера спорта международного класса. Он неоднократный победитель и призёр чемпионатов страны, победитель международного турнира во Франции.
Среди известных спортсменов, проявивших талант, трудолюбие и настойчивость, Андрей и Эльвира Лисицыны, Оксана Волошина (дзюдо); Евгений Дубиков (спортивное ориентирование); Олеся Долгополова, Александра Фиронова, Дарья Герасимова, Вадим Новиков (лёгкая атлетика).
С открытием отделения борьбы при Детской юношеской спортивной школе (ДЮСШ) Яковлевского РОНО очень популярной в районе стала борьба дзюдо. Ни в одном районе нет такого количества мастеров и кандидатов в мастера спорта по борьбе дзюдо.
На базе Томаровского аэродрома, принадлежащего областной организации РОСТО, проводятся областные слёты патриотических клубов. На аэродроме занимаются члены кружка юных парашютистов школы № 3 г. Строитель.

## СМИ
Среди официально зарегистрированных в муниципалитете СМИ газета «Победа», издаваемая с 1965 года, а также сетевое издание «Победа»

## Почётные граждане района
- Гнилицкий Анатолий Тимофеевич — председатель колхоза имени Дзержинского, девять лет руководил Яковлевским районом, был секретарем Белгородского обкома КПСС и некоторое время в ЦК КПСС. Звание «Почетный гражданин Яковлевского района» присвоено в 2004 году[45].
- Зайцев Фёдор Яковлевич — участник Великой Отечественной войны, работник строительной отрасли, 20 лет руководил комбинатом ЖБИ-3 в городе Строителе. Всего на комбинате проработал 30 лет. Заслуженный Строитель РСФСР[46].
- Маслов Петр Леонидович — участник Великой Отечественной войны, работник строительной отрасли, 12 лет руководил комбинатом ЖБИ-3 в городе Строителе. Звание «Почетный гражданин Яковлевского района» присвоено в 2005 году[47].
- Сальтевский Иван Сергеевич — работник здравоохранения, 31 год руководил Томаровской районной больницей. Звание «Почётный гражданин Яковлевского района» присвоено в 2002 году[48].
- Чернухин Игорь Андреевич — русский поэт, прозаик, публицист, Заслуженный работник культуры Российской Федерации. Звание «Почётный гражданин Яковлевского района» присвоено в 2010 году[49].
- Фанин Павел Игнатьевич — работник сельского хозяйства, председатель колхоза «Заря коммунизма» на протяжении 30 лет. Звание «Почетный гражданин Яковлевского района» присвоено в 2001 году[50].